# Saint-Gelven
Saint-Gelven (in bretone Sant-Jelven) è un comune francese di 317 abitanti situato nel dipartimento delle Côtes-d'Armor nella regione della Bretagna.

## Società

### Evoluzione demografica
Abitanti censiti